# Папертники
Папертники — деревня в Пушкинском районе Московской области России, входит в состав городского поселения Ашукино. Население — 15 чел. (2010).

## География
Расположена на севере Московской области, в северной части Пушкинского района, примерно в 19 км к северу от центра города Пушкино и 34 км от Московской кольцевой автодороги, у истока реки Талицы бассейна Клязьмы. В деревне одна улица — Липовая, приписано два садоводческих товарищества.
В 5,5 км к востоку проходит линия Ярославского направления Московской железной дороги, в 9,5 км к востоку — Ярославское шоссе М8, в 5 км к югу — Московское малое кольцо А107. Ближайшие населённые пункты — деревни Грибаново, Луговая и Мураново. Связана автобусным сообщением с железнодорожными станциями Ашукинская и Софрино.

## Население
| 1859 | 1890 | 1899 | 1926 | 2002 | 2006 | 2010 |
| ---- | ---- | ---- | ---- | ---- | ---- | ---- |
| 92   | ↘89  | ↘41  | ↗141 | ↘6   | ↗8   | ↗15  |

## История
В материалах Генерального межевания XVIII века упоминается как село Папертниково.
В «Списке населённых мест» 1862 года — владельческая деревня 1-го стана Дмитровского уезда Московской губернии по правую сторону Московско-Ярославского шоссе (из Ярославля в Москву), в 28 верстах от уездного города и 20 верстах от становой квартиры, при пруде, с 12 дворами и 92 жителями (44 мужчины, 48 женщин).
По данным на 1890 год — сельцо Митинской волости Дмитровского уезда с 89 жителями.
В 1913 году — 19 дворов и имение Г. Ф. Шиллинг.
По материалам Всесоюзной переписи населения 1926 года — деревня Мурановского сельсовета Софринской волости Сергиевского уезда Московской губернии в 6,4 км от Ярославского шоссе и 5,3 км от станции Софрино Северной железной дороги, проживал 141 житель (65 мужчин, 76 женщин), насчитывалось 28 хозяйств, из которых 25 крестьянских.
С 1929 года — населённый пункт в составе Пушкинского района Московского округа Московской области. Постановлением ЦИК и СНК от 23 июля 1930 года округа как административно-территориальные единицы были ликвидированы.
Административная принадлежность
1929—1957, 1962—1963, 1965—1994 гг. — деревня Луговского сельсовета Пушкинского района.
1957—1960 гг. — деревня Луговского сельсовета Мытищинского района.
1960—1962 гг. — деревня Луговского сельсовета Калининградского района.
1963—1965 гг. — деревня Луговского сельсовета Мытищинского укрупнённого сельского района.
1994—2006 гг. — деревня Луговского сельского округа Пушкинского района.
С 2006 года — деревня городского поселения Ашукино Пушкинского муниципального района Московской области.